# پساسکولاریسم
پست سکولاریسم یا پسا سکولاریسم، به طیف وسیعی از نظریات اشاره دارد که به استقامت ورزیدن در برابر مذهب یا تجدید حیات اعتقادات مذهبی یا آنچه شیوه‌های کنونی سکولاریسم است، می‌پردازد. پسا- در اینجا به معنای پس از پایان سکولاریسم یا آغاز سکولاریسم اشاره دارد.

## موارد کاربرد
اصطلاح پساسکولار در جامعه‌شناسی، نظریه سیاسی، مطالعات مذهبی، مطالعات هنر، مطالعات ادبی، آموزش و پرورش و سایر زمینه‌ها به کار می‌رود.
یورگن هابرماس خالق این نظریه(فرضیه) به صورت عام بود  و به‌طور گسترده‌ای برای تبلیغ این اصطلاح فعالیت می‌کند.
او با اشاره به دوران کنونی بشر، ایده مدرنیته را ناکام می‌داند و خصوصاً مدرنیته را به لحاظ اخلاقی ناموفق می‌پندارد و بیان می‌کند که به جای اینکه یک طبقه‌بندی یا جدایی میان انسان‌ها بابت مذهب و سکولاریسم شکل بگیرد،  باید به دنبال یادگیری صلح آمیز و همزیستی جدید متقابل بین حوزه‌های ایمان و عقل بود. در این مفهوم، هابرماس اصرار دارد که هیچ‌یک از دو طیف مذهبی و سکولار نباید یکدیگر را نادیده بگیرند و ارتباط باهم محروم کنند، بلکه باید از یکدیگر بیاموزند و نسبت به هم تحمل و همزیستی داشته باشند.
ماسیمو روساتی می‌گوید که در یک جامعه پساسکولار، دیدگاه‌های مذهبی و سکولار با هم برابر فرض می‌شوند و این بدان معناست که این دو اندیشه به لحاظ اهمیت و ارزش، یکسان فرض می‌شوند. بنابراین، آن دسته از جوامع مدرن که امروزه خود را به‌طور کامل سکولار در نظر گرفته‌اند، باید سیستم‌های ارزش دهی خود را تغییر دهند تا بتوانند این همزیستی را متناسب و اجرایی کنند. 
همچنین آنچه که چارلز تیلور به عنوان دوران جدید سکولاریسم در نظر دارد نیز بعضاً به عنوان توصیف پسا سکولاریسم مطرح می‌شود.

## تعریف پساسکولاریسم
معمولاً در مورد درک و تعریف هر نویسنده از واژه پساسکولاریسم و معنای اصلی آن، اختلاف نظر وجود دارد. به ویژه آنچه که بحث می‌شود این است که آیا پساسکولاریسم به یک پدیده جدید جامعه شناختی اشاره دارد یا به آگاهی جدیدی از یک پدیده موجود اشاره می‌کند؟
بدین معنا که آیا جامعه سکولار بوده و در حال تبدیل شدن به پدیدهٔ جدیدی به نام پسا سکولار است یا اینکه جامعه هرگز به سکولاریسم نرسیده و بدون گذر از آن می‌خواهد به پسا سکولاریسم برود. اگر چه که برخی افراد  فکر می‌کنند که این حالت می‌تواند رخ دهد و تصور می‌کنند که بتوان بدون گذار از سکولاریسم به پساسکولاریسم در یک جامعه فرضی رسید. همچنین، بسیاری از فلاسفه و جامعه شناسان می‌گویند که این واژه متناقض است و نمی‌توان از آن به عنوان یک واژه علمی در معنای واحد و مشخص بهره گرفت ؛ و البته بسیاری دیگر نیز می‌گویند که معنای واحد نداشتن این واژه، نشان از انعطاف‌پذیری آن دارد و از نقاط قوت آن است.

## برداشت اشتباه از پساسکولاریسم
آنچه که مسلم است، پست سکولاریسم یا پسا سکولاریسم به معنای ضدیت با سکولاریسم نیست. بلکه نوعی عبور از سکولاریسم است ؛ و همچنین مطالعه روندی است که بتواند اشکالات دوران سکولار و روند سکولاریسم پیشین را اصلاح و بهبود بخشد و تعاملی سازنده ایجاد کند. بنابراین باید دانست که نسبت سکولاریسم با پسا سکولاریسم، همانند ارتباطی است که پست مدرنیسم با مدرنیسم دارد. و به هیچ وجه به معنای بازگشت مذهب خصوصاً در عرصه سیاست و اجتماع و بازگشت توتالیته مذهبی همانند آنچه در قرون وسطی و پیش از رونسانس و دوران خردگرایی رخ داده، نیست.